# Autoroute A-23 (Espagne)
Pour les articles homonymes, voir A23.
L'autoroute espagnole A-23 appelée aussi Autovía Mudéjar est un important axe de communication entre la côte méditerranéenne dans la Communauté valencienne et les Pyrénées centrales.
Elle permet de relier Sagonte au nord de Valence au tunnel du Somport et ainsi accéder à la France par le centre des Pyrénées. Elle dessert sur son chemin Teruel, Saragosse et Huesca.
Elle prolonge la route nationale française RN 134 entre Pau et Oloron-Sainte-Marie.
La A-23 suit le tracé des routes nationales N-234 entre Sagonte et Daroca puis la N-330 entre Retascón et le tunnel du Somport.
Cette autoroute a été construite pour désenclaver les Pyrénées centrales espagnoles et françaises, mais surtout pour donner une alternative à la traversée de la frontière franco-espagnole aux extrémités qui sont désormais saturées. Cependant, la traversée des Pyrénées côté français entre le tunnel et Pau est difficile et aucune autoroute ne sera construite en raison des contestations liés à l'écologie.
En effet depuis l'explosion du trafic entre les deux pays (tourisme, marchandises...) les deux principaux points frontaliers sont saturés, que ce soit du côté d'Hendaye (A 63/AP-8) ou du côté du Perthus (A 9/AP-7). 
Le but des 2 gouvernements est de décharger les points frontaliers situés aux extrémités des Pyrénées en déviant les automobilistes à destination où en provenance de la France par les Pyrénées centrales.
En plus de cela l'A-23 permet de rallier les 3e (Valence) et 4e (Saragosse) plus grandes villes d'Espagne.
Depuis la construction de la plus grande plate forme logistique d'Europe au sud de Saragosse (Pla-Za) et l'extension des ports de Sagonte et Valence, la construction d'une voie rapide entre les deux villes était nécessaires pour pouvoir gérer le flux de marchandises qui arrive dans ces ports.
Le tronçon entre Huesca et la France est l'un des plus hauts d'Europe en franchissant à 1 280 m d'altitude le col de Monrepos.

## Tracé

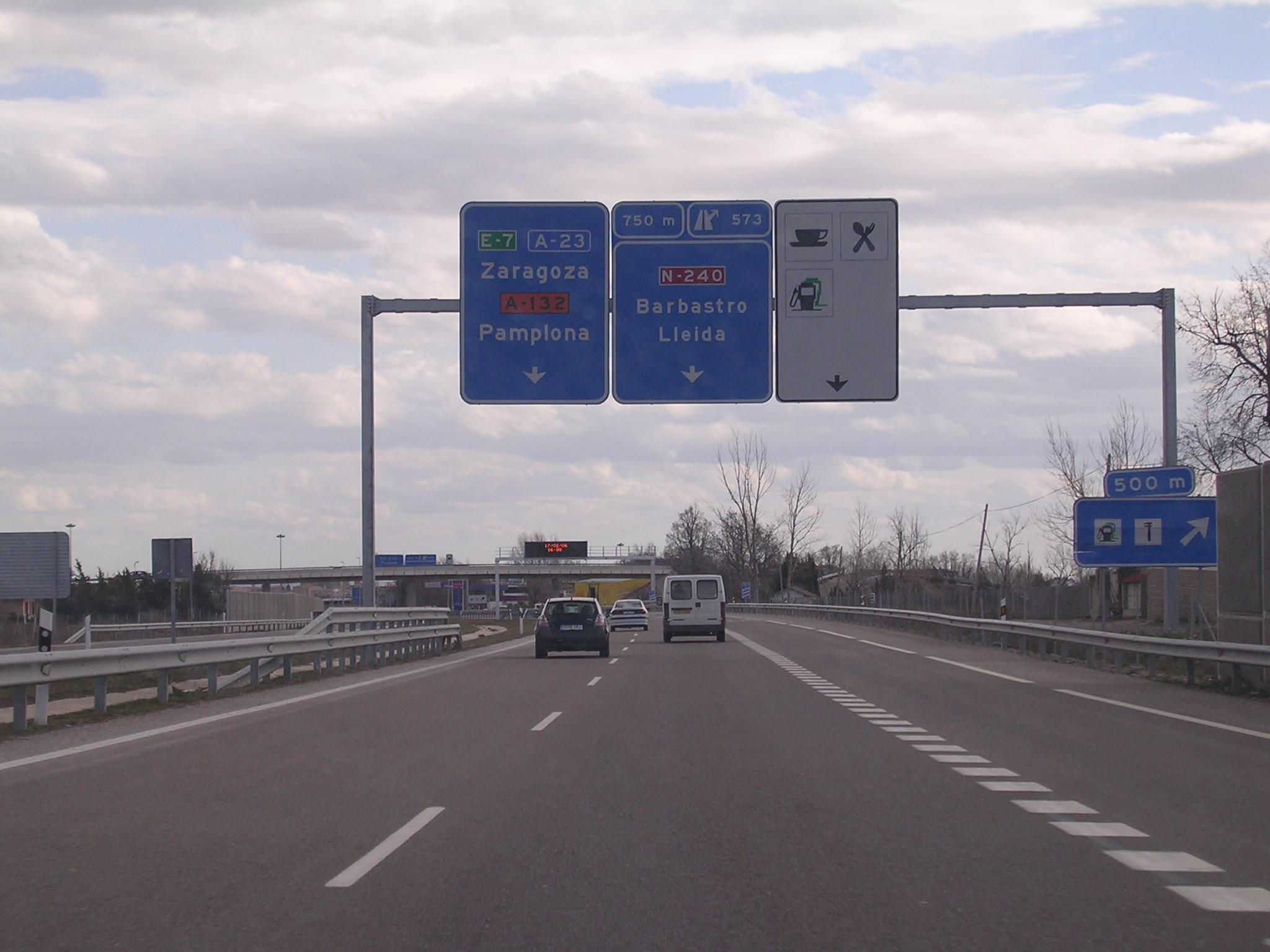
L'A-23 au nord de Huesca en direction de Saragosse au niveau de la future bifurcation avec l'A-22 en provenance de Lleida.

- L'A-23 commence à l'est de Sagonte (V-23/A-7). Elle contourne le Parc Naturel de la Serra Calderona.
- À hauteur de Teruel, l'A-40 se connectera à l'A-23, une fois qu'elle sera construite, pour rejoindre Cuenca et tout l'ouest de l'Espagne.
- 160 km plus loin, l'A-23 arrive à Saragosse par le sud, où elle vient se connecter à sa rocade (Z-40).
- L'autoroute del Médujar revient au nord de Saragosse après s'être déconnectée de la Z-40.
- Elle dessert toutes les zones industrielles du nord de l'agglomération avant d'arriver à Huesca qu'elle contourne par l'ouest et où elle sera rejointe par l'A-22 à destination de Lérida.
- Une quinzaine de kilomètres plus loin, à hauteur de Nueno, l'A-23 se termine provisoirement et laisse place à la N-330.
- Sur les derniers tronçons en construction, elle desservira Jaca où se connectera l'A-21 en provenance de Pampelune, et la ville de Canfranc au niveau du tunnel du Somport.

## Sorties

### De Valence-A-7/V-21 à Sagonte (V-23)
- 1A (sortie de la V-21)  Échangeur autoroutier entre V-21 en provenance de Valence et V-23 +  0 (de et vers Valence) : Port de Sagonte ( CV-309 ) +  1B (sortie de la V-21)/0 : Puçol ( CV-3007 )
- Aire de service Puçol (dans les deux sens)
- 1  Échangeur autoroutier entre V-23 et A-7 (de et vers Sagonte) : Alicante
- 3 (depuis Valence et A-23 et vers les deux sens) :  Aire de service Sagonte-sud (dans les deux sens)
- 4  Échangeur autoroutier entre V-23, A-23 et  N-340  : Sagonte ( N-340 ) - Port de Sagonte (V-23) - Teruel, Saragosse (A-23)
- La V-23 continue vers le port de Sagonte

### DeSagonteàSaragosse Sud
- 4 (sortie de la V-23)/0/1  Échangeur autoroutier entre V-23, A-23 et  N-340  : Sagonte ( N-340 ) - Port de Sagonte (V-23) - Valence (V-23) + début de l'A-23
- 2/3  Échangeur autoroutier entre A-23 et A-7/AP-7 : Gilet ( N-234 ) - Petrés - Castellon de la Plana (A-7/AP-7)
- 5 (de et vers Saragosse) : Gilet
- 7 : Albalat de Taronchers - Estivella, Segart
- Aire de repos Torres Torres (sens Valence-Saragosse)
- 14 : Serra - Torres Torres - Alfara de la Baronia - Algimia d'Alfara
- 18 : Castellón de la Plana, Algar de Palancia, Vall d'Uxó ( N-225 ),  Aire de service Sot de Ferrer (sens Valence-Saragosse)
- 21/22 : Sot de Ferrer
- Aire de repos Soneja 1 (sens Valence-Saragosse)
- 24 (depuis Saragosse et vers les deux sens) : Soneja
- Aire de repos Soneja 2 (sens Valence-Saragosse)
- 26 (depuis Saragosse) : Villatorgas
- 27 : Geldo, Segorbe
- 31 : Altura, Segorbe ( CV-25 )
- 33 : Navajas ( CV-216 )
- 37 (de et vers Valence) : Jérica-sud ( N-234 )
- 42 : Viver, Jérica ( N-234 ) - Caudiel ( CV-195 )
- 47 : Viver ( N-234 )
- 57/59 : Barracas - Puerto del Ragudo,  Aire de service
- Passage de la Communauté Valencienne à l'Aragon
- 63 : San Agustín,  Aire de repos San Agustín (dans les deux sens)
- 71 (de et vers Valence) : Olba - Albentosa, Venta del Aire ( N-234 ),  Aire de service Venta del Aire (dans les deux sens) (complémentaire avec  73)
- 73 : Rubielos de Mora, Aramón Valdelinares ( A-1515 ) - Albentosa ( N-234 )
- 76 : Rubielos de Mora, Aramón Valdelinares ( A-228 ) - Manzanera ( N-234 )
- 78 : Sarrión ( N-234 )
- 81 : Sarrión ( N-234 ),  Aire de service
- 89 : La Puebla de Valverde ( N-234 )
- 92 : La Puebla de Valverde, Mora de Rubielos, Valdelinares ( A-232 ) - Camarena de la Sierra, Aramón Javalambre ( TE-620 ),  Aire de service
- 100 : Formiche ( TE-V-8011 )
- 105 : Teruel-sud ( N-234 ) - Cuenca ( N-330 )
- 115 : Teruel-centre, Alcañiz ( N-420 ) - Cedrillas, Cantavieja ( A-226 )
- 117 : Teruel-nord, Alcañiz ( N-420 ) - Cuenca ( N-330 )
- 124 : Caudé - Albarracín ( A-1511 )
- 131 : Cella ( A-2515 ) - Celadas
- 137 : Villarquemado
- 144 : Santa Eulalia del Campo ( A-1511 ) - Alfambra,  Aire de service
- 150 : Torrelacárcel - Aguatón - Torremocha de Jiloca
- 160 : Villafranca del Campo - Singra,  Aire de service
- 165 : Monreal del Campo ( N-234 ) - Madrid, Alcolea del Pinar ( N-211 ),  Aire de service
- 176 : Caminreal - Montalbán, Alcañiz ( N-211 ),  Aire de service
- 181 (de et vers Valence) : Calamocha-sud ( N-234 )
- 185 : Navarrete, Calamocha ( A-1504 ) - Daroca ( N-234 ) - Soria ( N-330 )
- 202 : Ferreruela de Huerva - Báguena - Burbáguena,  Aire de service
- 206 : Lechon - Anento
- 210 : Daroca, Nombrevilla, Romanos ( A-1506 ) - Calatayud ( N-234 )
- 215 : Villarreal de Huerva, Villadoz ( A-2502 ) - Mainar ( N-330 ),  Aire de service
- Col de Paniza (925 m)
- 232 : La Almunia de Doña Godina ( A-220 ) - Cariñena-sud, Paniza ( N-330 )
- 240 : Cariñena-nord ( N-330 )
- 245 : Longares, Álfamen ( A-1304 ),  Aire de service
- 255 : Muel, Épila ( A-1101 ),  Aire de service
- 262/263 : Botorrita
- 268/269 : Cadrete, María de Huerva ( N-330 )
- 274 : Cuarte de Huerva
- 276/277  Échangeur autoroutier entre Z-40 et A-23 : Lérida, Barcelone (A-2) - Pampelune, Logroño, Bilbao (AP-68) - Madrid (A-2) - Alcañiz, Castellon de la Plana (A-68)

### DeSaragosse NordàSomport
- 292  Échangeur autoroutier entre A-2, A-23 et Z-40 : Lérida, Barcelone (A-2) - Pampelune, Logroño, Bilbao (AP-68) - Madrid (A-2) - Alcañiz, Castellon de la Plana (A-68)
- 296 : San Juan de Mozarrifar, Ciudad del Transporte
- 298 (de et vers Jaca) : Saragosse ( N-330 )
- 299 : Université San Jorge, zone industrielle de San Miguel
- 301 : Villanueva de Gállego-sud,  Aire de service
- 304 : Villanueva de Gállego-nord - Las Lomas del Gállego, Castejón del Valdejasa ( A-1102 )
- 314 : Zuera-sud
- 316 : Zuera - Ejea de los Caballeros ( A-124 )
- 318 : Zuera-nord - San Mateo de Gallego
- 321 : Ontinar del Salz, Gurrea ( N-330 )
- 328 : El Temple ( N-330 )
- 332/333 : San Jorge ( N-330 ) - Gurrea de Gallego ( A-1209 ),  Aire de service
- 341 : Almudévar ( N-330 ) - Tardienta ( A-1211 ) - Alcala de Gurrea ( A-1207 ),  Aire de service
- 347
- 352 (depuis les deux sens, pas d'entrées) :  Aire de service Cuarte (dans les deux sens)
- 356/357 : Cuarte
- 357 : Huesca-sud ( N-330a ),  Aire de service
- 360 : Huesca-centre - Ayerbe, Pampelune ( A-132 ),  Aire de service
- 362 : Huesca-nord ( N-330a ) - Barbastro, Lleida ( N-240 A-22)
- Aire de service Partida Afueras (sens Jaca-Saragosse)
- 364 : Yéqueda, Huesca-nord ( N-330 )
- 368 : Igriés ( N-330 )
- 372 : Arascués, Nueno ( N-330 ),  Aire de service
- 375 : Nueno, Sabayes ( HU-324 )
- Tunnel de Nueno (494 m, direction Saragosse) et Arguis (900 m, direction la France)
- 380 : Arguis
- Tunnels de Monrepós (1 449 m, 600 m en direction de Saragosse ou 3 100 m direction la France)
- Col de Monrepós (1 280 m)
- (280 m en direction de la France)
- 395 : Boltaña, Molino de Villobas ( A-1604 ) +  la section entre le km 396 et 403 est en projet; l'A-23 devient la  N-330
- Carrefour giratoire entre  N-330  et A-23 +
- 406 : Boltaña, Ainsa ( N-260 ) +  la section de contournement est en projet; l'A-23 redevient la  N-330 .
- 410 (en projet) : Biescas, Cartirana, Larrès ( N-260a ) - France (par le col du Pourtalet via  A-136 )
- Carrefour giratoire entre  N-330  et A-23 (futur  413) +
- 417 : Martillué
- 424 : Jaca ( N-330 ) - Pampelune ( N-240 ) +  l'A-23 redevient la  N-330  et rejoint Canfranc et la N 134 en direction de Pau via le tunnel de Somport

### Référence
- Nomenclature